# Petrus Oellibrandt
Petrus „Piet“ Oellibrandt (* 1. Dezember 1935 in Beveren-Waas; † 15. Juni 2014) war ein belgischer Radrennfahrer.

## Leben und Karriere
Petrus Oellibrandt war Profi-Rennfahrer von 1958 bis 1967. In dieser Zeit wurde er viermal Belgischer Meister: 1959 im Straßenrennen, 1960, 1961 sowie 1962 in der Einerverfolgung auf der Bahn. Dreimal – 1960, 1962 und 1963 – gewann er zudem den Scheldepreis Flandern. 1959 siegte er im Omloop van de Fruitstreek.
Die belgische Straßenmeisterschaft 1959 fand in Herentals statt, dem Wohnort von Rik Van Looy, der dementsprechend auch als Favorit in das Rennen startete. Van Looy kam jedoch erst als Sechster mit 30 Sekunden Rückstand ins Ziel, und Oellibrandt erhielt das „Tricolore Trui“ aus der Hand des belgischen Prinzen Alexander.
Oellibrandt beendete seine Radsport-Karriere am 23. September 1967. Bei einem Rennen in Kemzeke lag er weit vorne, als er vom Tod seines Landsmannes Roger De Wilde erfuhr, der während des Rennens einen Herzstillstand erlitten hatte. Er stieg auf der Stelle vom Rad und fuhr nie wieder ein Rennen.
Nach seiner aktiven Zeit eröffnete Oellibrandt in Beveren ein Sportcafé unter seinem Namen, das lange Jahre Stammlokal der Anhänger des Fußballclubs „KSK Beveren“ war. Er starb am 15. Juni 2014 im Alter von 78 Jahren an den Folgen einer Krebserkrankung.